# 高珀富斯
高珀富斯（英語：Greubel Forsey）由Robert Greubel与Stephen Forsey于2004年创立，是一个以复杂陀飞轮见长的高级腕表品牌。30度双体陀飞轮（Double Tourbillon 30°）是高珀富斯标志性的产品。高珀富斯凭Invention Piece 2新基础发明2号腕表在2012年11月15日於日内瓦举行的日内瓦高级钟表大赏中，在复杂腕表类别中脱颖而出，获得「最佳复杂腕表」大奖。

## 外部連結
- Official website （页面存档备份，存于）
- Time Art GalleryGF